# 王福鍾
鄭仰虞（?—?），江西省廣信府玉山縣人，清朝政治人物、同進士出身。
光緒九年（1883年），参加癸未科殿試，登進士三甲123名。光緒十二年五月，著交吏部掣签，分发各省以知县即用。